# Cette chère humanité
Cette chère humanité est un roman de science-fiction de Philippe Curval publié en 1976.
Le roman a remporté le prix Apollo 1977.

## Résumé
Depuis une vingtaine d'années, le Marcom, qui fut autrefois l'Europe du marché commun, s'est coupé du reste du monde et replié derrière de hauts murs hérissés de défenses infranchissables.
Toutefois, réussissant à leurrer tous les obstacles, un appel au secours a réussi à franchir le mur pour informer le reste de la planète qu'un redoutable danger la menace.
Répondant à cet appel, les Payvoides, anciens « pays en voie de développement », envoient Belgacen Attia, espion de la Ligue qui a vécu en Marcom, avec pour mission de franchir le rideau électronique qui le sépare du reste du monde. Il y a urgence à agir, car le Marcom vient d'inventer le temps ralenti et, peu à peu, le monde se détraque.

## Éditions
- Robert Laffont, coll. Ailleurs et Demain no 42, 1976 ; réédition en 1978  (ISBN 2-221-00163-X) ;
- J'ai lu, coll. Science-fiction et fantastique no 1258, 1981, couverture Boris Vallejo  (ISBN 2-277-21258-X) ;
- Le Livre de poche, coll. Science-fiction no 7131, 1990, couverture Marie Gérar  (ISBN 2-253-05473-9).